# فرودگاه تسیس واتر
فرودگاه تسیس واتر (به انگلیسی: Tahsis Water Aerodrome) یک فرودگاه همگانی با کد یاتا ZTS است که یک باند فرود آب دارد. این فرودگاه در کشور کانادا قرار دارد و در ارتفاع ۰ متری از سطح دریا واقع شده است.